# Nagy Ferenc István
Nagy Ferenc István (Heves, 1952. november 23. –) Széchenyi-díjas biológus, az Magyar Tudományos Akadémia rendes tagja. Az MTA Szegedi Biológiai Központ Növénytani Intézetének csoportvezetője, majd 2018-tól a Biológiai Központ igazgatója.

## Életútja

### Tanulmányai
Tanulmányait 1959-ben kezdte a hevesi Általános Iskolában, majd az egri Gárdonyi Géza Gimnáziumban 1971-ben érettségi vizsgát tett. A jövő tudományának tartották a biológiát tanárai. Ezért már 15 évesen eldöntötte: molekuláris biológus lesz. Egyetemi tanulmányait 1972-77-ben végezte Szegeden a József Attila Tudományegyetemen és biológus szakos diplomát kapott 1977-ben. Négy év múlva ugyanitt, 1981-ben egyetemi doktori fokozatot szerzett a biokémia és genetika tudományterületén, mentora Maliga Pál (a disszertáció címe: Segregation and Recombination of Chloroplasts and Mitochondria in Nicotiana Somatic Hybrids). 1997-ben megszerezte a biológiai tudományok doktora címet. (disszertáció címe: Molecular mechanism of light- and circadian regulated gene expression)  Pályafutása alatt több magyar és nemzetközi ösztöndíjat nyert. 1978-ban az UNESCO ösztöndíját, 1983 és 1985 között New York-i Rockefeller ösztöndíjat. A Howard Hughes Medical Institute nemzetközi ösztöndíját 1995-től 2010-ig háromszor ítélték neki. 1998-ban a Brit Tudományos Tanács ösztöndíjasa, 1999-2002 között mint Széchényi, míg 2008-2009 között a freiburgi Research Institute for Advanced Studies ösztöndíjas professzoraként kutatott.

### Oktatási tevékenysége

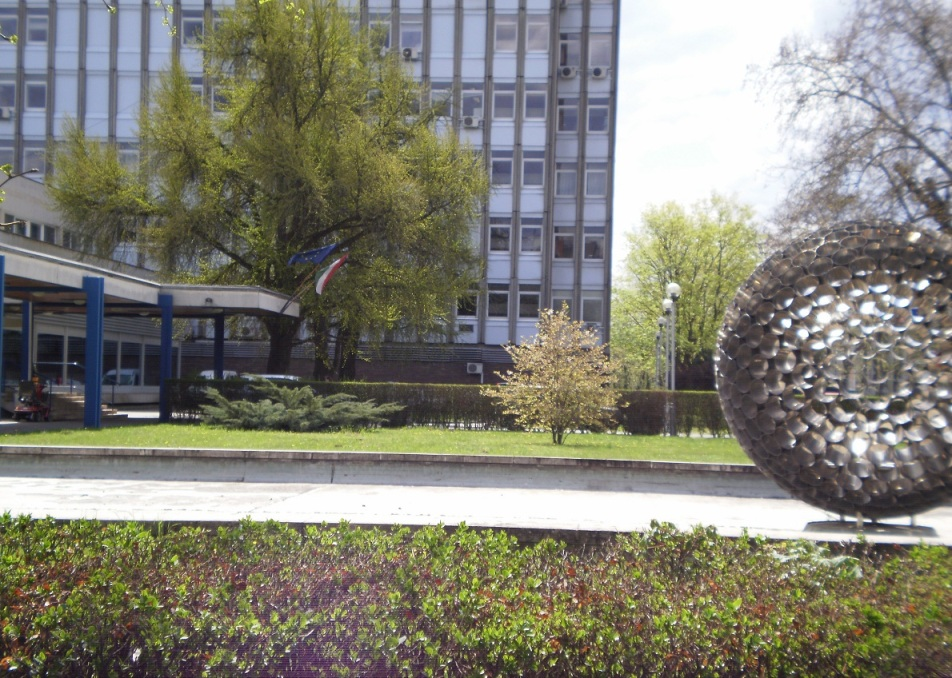
A Szegedi Biológiai Kutatóközpont épülete

A növénybiológust a hazai tudományos élet elsősorban kutatóprofesszorként tartja számon, de számos külföldi egyetemen tanít és itthon is végez oktatási tevékenységet. 2000-ben alapító tagja volt a SZTE Molekuláris Biológiai Doktori Iskolának. Társult tagja a budapesti Eötvös Loránd Tudományegyetem Növénybiológiai Intézet doktori iskolájának. PhD-hallgatók részére végez szervező és előadói tevékenységet. Összesen huszonhat kutató diák munkáját felügyelte.
1986 és 1987 között egyetemi adjunktus volt a New York-i Rockefeller Egyetemen. 2002-től a Kölni Max Planck Research International School Tudományos Testületének tagja. 2004-től az Albert-Ludwig Egyetemen, Németországban tiszteletbeli professzorként PhD-hallgatóknak speciális laboratóriumi technikákat és fotóbiológiát oktat. 2008-tól egyetemi tanár az edinburghi egyetemen, ahol növényi sejt- és rendszerbiológiát tanít.

## Tudományos munkássága
Pályája kezdete óta azt igyekszik megérteni, miként alkalmazkodnak a növények a természeti környezethez. A növények 
klónozásának titkát 1977-ben a Szegedi Biológiai Központban, Maliga Pál csoportjában ismerte 
meg.
Szakterülete a növényi molekuláris biológia, valamint a molekuláris foto- és kronobiológia. Tagja volt annak a kutatócsoportnak, amely az elsők között vezette be a molekuláris biológiai módszereket a növényi génexpresszió vizsgálatába. Munkacsoportja a molekuláris genetika, a biokémia és a sejtbiológia módszereit használva nemzetközi hírnevet vívott ki a fotoreceptorok és a cirkadiánóra által szabályozott jelátviteli láncok működésének molekuláris szintű 
jellemzésével. 2010-ben a Magyar Tudományos Akadémia levelező, 2016-ban rendes tagjává választották
Nemzetközi konferenciákon rendszeresen tart előadást a világ számos pontján. Eddig több mint húsz alkalommal volt meghívott előadó Svájcban, Kínában, Németországban, Argentínában, USA-ban, Skóciában, Franciaországban, Portugáliában, Japánban, stb. Számos hazai és nemzetközi tudományos szervezet tagja. Szakmai publikációinak száma 151.

### Vezetői tevékenység
A Szegedi Biológiai Központ Növénybiológiai Intézetben 1987 óta koordinálja kutatócsoportja munkáját. 1988-1996. Svájcban a Baseli Friedrich-Miescher Institute csoportvezetője volt. 1998-ban a Szegedi Növénybiológiai Intézet igazgatóhelyettesének nevezték ki. 2000-től hat éven keresztül főigazgatóként irányította a Gödöllői Mezőgazdasági Biotechnológiai Kutatóközpontot és szervezte 250 kutató munkáját. 2006-tól ismét a Szegedi Biológiai Központ Növénybiológiai Intézetében kutatócsoportot vezet és igazgatóhelyettes.

### Kutatási pályázatok
Háromszor elnyerte a Howard Hughes intézet a közép-kelet-európai kutatókat hazatérésre ösztönző támogatását, összesen több mint másfél millió dollárt, egyetlen növénybiológusként. Pályafutása alatt közel húsz kutatási pályázatot nyert itthon és külföldön.
A legjelentősebbek:
- Characterisation of molecular mechanism mediating rapid proteolysis of the photoreceptor phyA. National Science Foundation for   Academic Research (2010-2013)
- Forschungsprogramm "Internationale Spitzenforschung II/2" der Baden-Württemberg Stiftung. Plant Photoreceptors: from Basic

Research towards Applications in Biomedicine and Bioengineering (2010-2013)
- Ultraviolet light induced signaling and perception in Arabidopsis thaliana. Howard Hughes  Medical Institute International Research Fellow (2006-2010)
- Ultraviolet light perception in Arabidopsis thaliana, Humboldt Research Foundation, Freiburg,

(2001-2004)
- Circadian clock controlled signalling in Arabidopsis thaliana. Howard Hughes Medical Institute International Research Fellow (2000-2005)

## Szervezeti tagságai
- Növényélettani Bizottság
- Leopoldina Német Természettudományos Akadémia
- American Society of Plant Physiology
- Cell and System Biology, Edinburgh, UK (elnök)
- EMBO Council
- European Research Council, Advanced Research Grant, zsűri
- Max-Planck Intézet Nemzetközi Doktori Iskolája tudományos tanács
- The Plant Journal (tanácsadó)
- Freiburg University (címzetes egyetemi tanár) [3]

## Kitüntetései
- Straub F. Brunó Emlékplakett (1988)
- Humboldt Research Award (1997)
- Széchenyi Professzori Ösztöndíj (1999-2003)
- Wolfgang Paul Award (2001)
- Akadémiai Díj (2004)
- Tankó Béla-díj (2005)
- Széchenyi-díj (2008) [7]
- A Magyar Érdemrend középkeresztje (2013)

## Főbb művei
- Rizzini L., Favoury J., Cloix C., Faggionato D., O'Hara A., Kaiserli E., Baumeister R., Schäfer E., Nagy F., Jenkins G., Ulm R. (2011) Perception of UV-B by the Arabidopsis UVR8 protein. Science 332: 103-106.
- Fehér B., Kozma-Bognár L., Kevei E., Hajdu A., Binkert M., Davis S., Schäfer E., Ulm R., Nagy F. (2011) Functional interaction of the circadian clock and UV RESISTANCE LOCUS-8 controlled signaling pathways in Arabidopsis thaliana. Plant J. 67:37-48.
- Favory J-J., Stec A., Gruber H., Rizzini L., Oravecz A., Funk M., Albert A., Cloix C., Jenkins G.I., Oakeley E.J., Seidlitz H.K., Nagy F., Ulm R. (2009) Interaction of COP1 and UVR8 regulates UV-B-induced photomorphogenesis and stress acclimation in Arabidopsis. EMBO J. 28, 591-601.
- Sáfrány J., Haász V., Máté Z., Ciolfi A., Fehér B., Oravecz A., Stec A., Dallmann G., Morelli G., Ulm R., Nagy F. (2008) Identification of a novel cis-regulatory element for UV-B induced transcription in Arabidopsis. Plant J. 54, 402-414.
- Photomorphogenesis in Plants and Bacteria, Function and Signal Transduction Mechanisms. (Schäfer E., Nagy F. szerk.), 2007. Springer, Dordrecht, The Netherlands
- Kevei É., Gyula P., Fehér B., Tóth R., Viczián A., Kircher S., Rea D., Dorjgotov D., Schäfer E., Millar A.J., Kozma-Bognár L., Nagy F. (2007) Arabidopsis circadian clock is regulated by the small GTPase LIP1. Curr. Biol. 17,
- Oravecz A., Baumann A., Máté Z., Brzezinska A., Molinier J., Oakeley E.J., Ádám É., Schäfer E., Nagy F., Ulm R. (2006)  CONSTITUTIVELY PHOTOMORPHOGENIC 1 is required for the UV-B response in Arabidopsis. Plant Cell 18, 1975-90.
- Ryu J.S., Kim J.I., Kunkel T., Kim B.C., Cho D.S., Hong S.H., Kim S.H., Fernandez A.P., Kim Y., Alonso J.M., Ecker J.R., Nagy F., Lim P.O., Song P.S., Schäfer E., Nam H.G. (2005) Phytochrome-specific type 5 phosphatase controls light signal flux by enhancing phytochrome stability and affinity for a signal transducer. Cell 120, 395-406.
- Dodd A.N., Salathia N., Hall A., Kevei É., Tóth R., Nagy F., Hibberd J.M., Millar A.J.,  Webb A.A. (2005) Plant circadian clocks increase photosynthesis, growth, survival, and competitive advantage. Science 309, 630-633.
- Ulm R., Nagy F. (2005) Signalling and gene regulation in response to ultraviolet light. Curr. Opin. Plant Biol. 8, 477-482.
- Ulm R., Baumann A., Oravecz A., Máté Z., Ádám É., Oakeley J., Schäfer E., Nagy F. (2004) Genome-wide analysis of gene expression reveals HY5 function in the UV-B response of Arabidopsis. Proc. Natl. Acad. Sci. USA 101, 1397-1402
- Bauer D., Viczian A., Kircher S., Nobis T., Kunkel T., Panigrahi K., Ádám É., Fejes E., Schäfer E., Nagy F. (2004) COP1 and multiple photoreceptors control degradation of the negative regulator PIF3, a transcription factor, required for light signalling in Arabidopsis. Plant Cell 16, 1433-1445.
- Kircher S., Gil P., Kozma-Bognár L., Fejes E., Speth V., Bauer D., Ádám É., Schäfer E., Nagy F. (2002) Nucleo-cytoplasmic partitioning of the plant photoreceptors phytochrome A, B, C, D and E is differentially regulated by light and exhibits a diurnal rhythm. Plant Cell 14, 1541-1555.
- Nagy F., Schäfer E. (2002). Phytochromes control photomorphogenesis by differentially regulated, interacting signaling pathways in higher plants. Ann. Rev. Plant Biol. 53: 329-355.
- Doyle M.R., Davis S.J., Bastow R.M., McWatters H.G., Kozma-Bognár L., Nagy F., Millar A.J., Amasino R.M. (2002)  EARLY FLOWERING 4, a gene controlling circadian rhythms and flowering time in Arabidopsis thaliana. Nature 419, 74-77.
- Kircher S., Kozma-Bognár L., Kim L., Ádám É., Harter K., Schäfer E., Nagy F. (1999) Light quality and quantity dependent nuclear translocation of phyA and phyB photoreceptors in higher plants. Plant Cell 11, 1445-1456.
- Szekeres M., Németh K., Koncz-Kálmán Zs., Mathur J., Kauschmann A., Altmann T., Rédei G.P., Nagy F., Schell J. és Koncz Cs. (1996) Brassinosteroids rescue the deficiency of CYP90, a cytochrome P450, controlling cell elongation and de-etiolation in Arabidopsis. Cell 85, 171-182.
- Kolár C., Ádám É., Schäfer E., Nagy F. (1995) Expression of tobacco Cab genes is controlled by two circadian oscillators in a developmentally regulated fashion. Proc. Natl. Acad. Sci. USA 92, 2174-2178.
- Odell J.T., Nagy F., Chua N.-H. (1985) Identification of DNA sequences required for activity of a plant promoter: the CaMV 35S promoter. Nature 313, 810-812.[8]